# Jan Wellenger
Jan Wellenger (ur. 3 marca 1919 w Gnieźnie, zm. 6 listopada 1984 w Poznaniu) – polski architekt związany z Poznaniem.

## Życiorys
W czasie II wojny światowej był więźniem niemieckiego nazistowskiego obozu koncentracyjnego Sachsenhausen. Pracował jako projektant w Biurze Projektowo- Badawczego Budownictwa Ogólnego "Miastoprojekt". Doszedł w nim do stanowiska kierownika pracowni Rataje. W 1975 objął stanowisko dyrektora Biura Planowania Przestrzennego w Poznaniu, a w 1981 - głównego architekta województwa poznańskiego. Był starszym wykładowcą w Instytucie Architektury i Planowania Przestrzennego Politechniki Poznańskiej. Od 1958 do 1972 zasiadał w Radzie Narodowej miasta Poznania. Od 1969 do 1978 sprawował funkcję prezesa Zarządu Oddziału SARP w Poznaniu. W latach 1957–1959 należał do Głównego Sądu Koleżenskiego SARP. Został pochowany na cmentarzu Górczyńskim w Poznaniu. Był mężem architektki Haliny Wellenger (1920-2009).

## Najważniejsze projekty
- pawilon Centrali Handlowej Przemysłu Drzewnego na MTP w Poznaniu (1951)
- Zespół Szkół Geodezyjno-Drogowych w Poznaniu (1956)[4]
- Hala nr 14 MTP w Poznaniu (1957) – z Henrykiem Jaroszem i Jerzym Liśniewiczem
- Hala nr 20 MTP w Poznaniu (1960) – z Henrykiem Jaroszem i Jerzym Liśniewiczem
- Dom Technika w Poznaniu (1963) – z Henrykiem Jaroszem i Jerzym Liśniewiczem
- Pawilon nr 14a MTP (1978) – z Henrykiem Jaroszem i Jerzym Liśniewiczem
- kościół parafialny w Skrzebowej – z Franciszkiem Morawskim

## Odznaczenia
- Krzyż Oficerski Orderu Odrodzenia Polski (1974)
- Krzyż Kawalerski Orderu Odrodzenia Polski (1964)
- Odznaka Honorowa Miasta Poznania (1964)
- Nagroda Budownictwa i Architektury Województwa Poznańskiego za rok 1979 "za całokształt projektów i realizacji w Poznaniu oraz województwie i za współautorstwo przy realizacji technologii ratajskiej (płyty keramzytobetonowe)"[2]